# Resolución 1 del Consejo de Seguridad de las Naciones Unidas
La resolución 1 del Consejo de Seguridad de las Naciones Unidas, adoptada sin votación el 25 de enero de 1946, invitaba a los miembros permanentes a realizar los preparativos oportunos para celebrar la primera reunión del Comité de Estado Mayor que debía tener lugar el 1 de febrero de ese mismo año en Londres. 
El comité debía estar compuesto por los jefes de Estado Mayor de los ejércitos de los cinco miembros permanentes del Consejo de Seguridad. La resolución solicitó como primera tarea del mismo la elaboración de propuestas relativas a su organización interna, personal y funcionamiento para presentarlas posteriormente ante el Consejo de Seguridad. La creación del Comité de Estado Mayor estuvo amparada bajo el Artículo 47 de la Carta de las Naciones Unidas:

1. Se establecerá un Comité de Estado Mayor para asesorar y asistir al Consejo de Seguridad en todas las cuestiones relativas a las necesidades militares del Consejo para el mantenimiento de la paz y la seguridad internacionales, al empleo y comando de las fuerzas puestas a su disposición, a la regulación de los armamentos y al posible desarme.

(...)